# Karel VI.
Karel VI. (1. října 1685 Vídeň – 20. října 1740 Vídeň) byl v letech 1711 až 1740 císař Svaté říše římské, arcivévoda rakouský a také panovník ostatních habsburských dědičných zemí. Jako Karel III. byl králem uherským a chorvatským, jako Karel II. králem českým, jako Karel III. byl označený za protikrále Španělska, od roku 1713 byl pak jako Karel VI. králem neapolským a mírovou smlouvou v Utrechtu od roku 1713 do roku 1720 jako Karel III. byl králem Sardinie, od roku 1720 pak jako Karel IV. králem sicilským.
Byl nejmladší synem císaře Leopolda I. a jeho manželky Eleonory Falcko-Neuburské. 

## Nástup do politiky
Dětství a mládí prožil na vídeňském dvoře svého otce císaře Leopolda I., kterého si vážil jako vévody. Jeho výchova probíhala pod dohledem Antonína Floriána z Liechtensteinu (1656–1721). Měl stejně jako jeho bratr jazykové a hudební nadání (dokonce složil několik oper). Z jazyků ovládal němčinu, italštinu, latinu, kastilštinu, katalánštinu, francouzštinu a maďarštinu. Česky na rozdíl od bratra nemluvil, znal jen několik zdvořilostních frází. Vyslanci ho později popisovali jako nepříliš pohledného muže s nevýrazným hlasem.
Po smrti posledního španělského Habsburka Karla II. se měl stát jeho nástupcem. Jako protikandidát však vystoupil Filip z Anjou, vnuk francouzského krále Ludvíka XIV.
Soustředění španělského dědictví (kromě vlastního Španělska a jeho území v Evropě šlo také o obrovské koloniální panství v Americe) pod vládou bourbonského rodu však bylo nepřijatelné pro Anglii, Nizozemsko a další evropské státy, které spolu s habsburskou monarchií uzavřely protifrancouzskou koalici. Vojenské konflikty na sebe nenechaly dlouho čekat. V krátké době se rozhořely na několika frontách v Evropě a anglo-francouzské zápolení se přeneslo i do kolonií v Americe.
Po roce 1704, kdy spojenci porazili francouzské vojsko v bitvě u Hochstädtu, nastal ve vzájemném poměru sil radikální obrat. Mladý arcivévoda Karel (jako španělský král Karel III.) vstoupil v čele silné armády na Pyrenejský poloostrov, postupně získával jedno vítězství za druhým a císařské armády vítězily i v španělských državách v Itálii. Během času se síly vyrovnaly; rozhodující obrat v této válce vyvolala smrt římského císaře a Karlova bratra Josefa I.

## Hlava habsburské monarchie

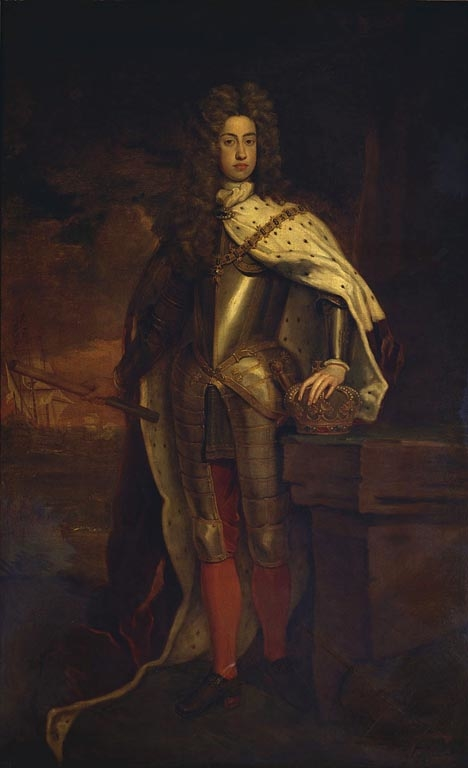
Mladý Karel (autor Godfrey Kellner)

Karel se jako jeho nástupce stal hlavou habsburské monarchie (uherským králem byl korunován 22. května 1712 v Bratislavě, česká korunovace proběhla 5. září 1723). Císařem římské říše byl zvolen ve Frankfurtu nad Mohanem 12. října 1711, korunován tamtéž 22. prosince 1711).
Tímto aktem se stal pro členy protifrancouzské koalice nepřijatelný jako španělský panovník, protože Karel by do svých rukou soustředil příliš velkou moc.
Roku 1713 uzavřela Anglie a další dosavadní spojenci Habsburků s válkou vyčerpanou Francií mír v Utrechtu, kterým bylo potvrzeno nástupnictví Filipa V. (z Anjou) na španělském trůnu (pod podmínkou, že se španělské državy nespojí s Francií). Další mírovou smlouvou uzavřenou v Rastatte roku 1714 ukončil svůj boj i Karel VI., který jako kompenzaci rezignace na španělský trůn dostal část důležitých držav Španělska – Španělské Nizozemsko (dnešní Belgii) a bývalé španělské državy na Apeninském poloostrově (Neapolsko, Milánsko a Sardinie).
Během Karlovy šestadvacetileté vlády se začala projevovat vnitřní slabost habsburské monarchie. Územní zisky z úspěšné války s Tureckem v letech 1716–1718 ztratila v dalším střetu na Balkáně o dvacet let později (1737–1738), v polovině třicátých let přišla v důsledku neúspěšného střetu s Francií o jihoitalské državy Neapolsko a Sicílii.

## Karel a situace v Uhrách

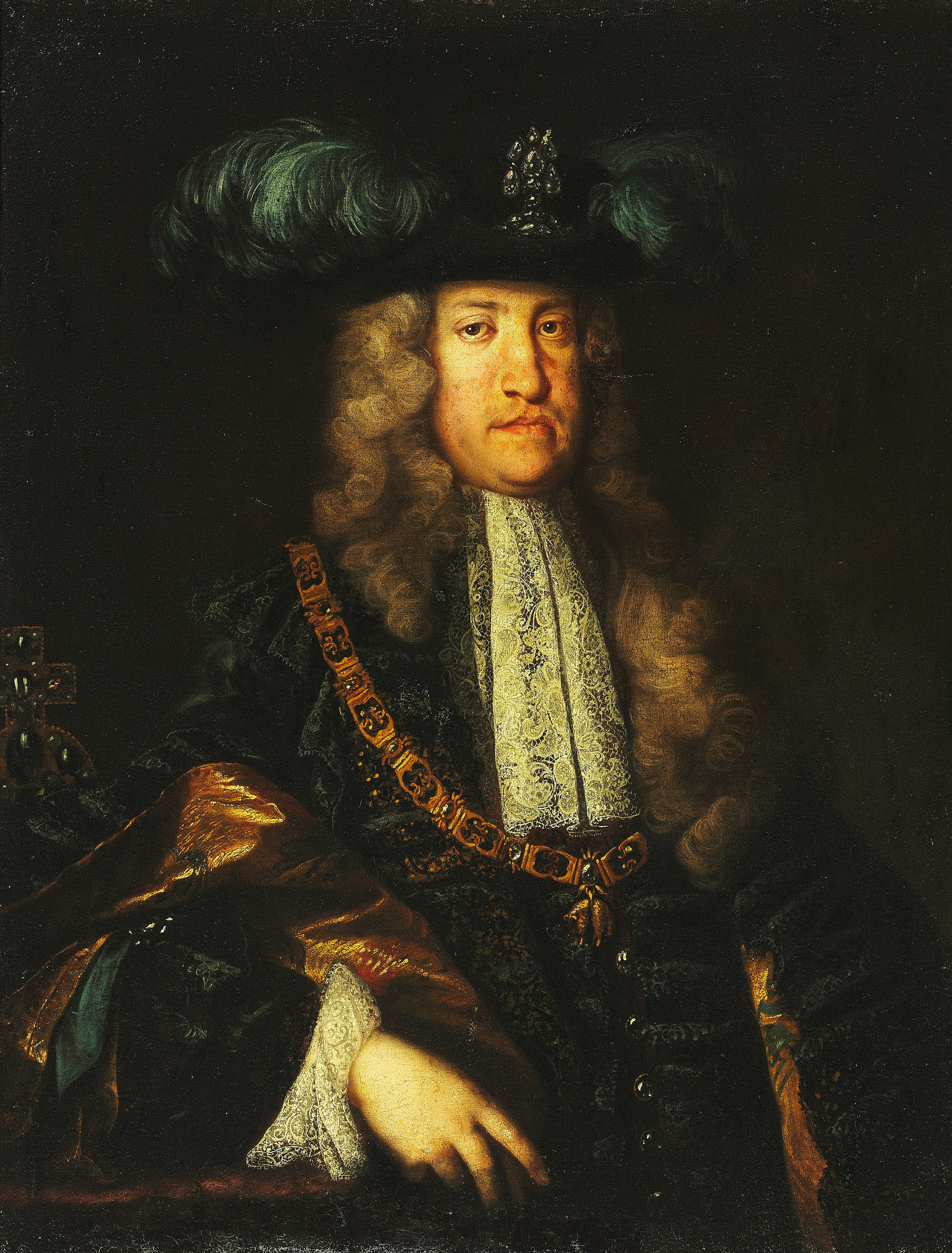
Portrét Karla VI. v pozdějším věku

Po svém nástupu na císařský trůn a uzavřením Satmárského míru zřídil se schválením uherského sněmu stálou armádu, což mu umožnilo zlikvidovat poslední zbytky osmanského panství v Uhrách. Po definitivním vytlačení Turků z Uher nastoupil kurz hospodářské a politické konsolidace monarchie. Zároveň s koncem války s Osmanskou říší bylo dosaženo i úplné sjednocení Uher pod nadvládou Habsburků (1718).
Ve vnitřní politice se neúspěšně pokoušel omezit privilegia uherské šlechty a zavést do praxe starší plán centralizace monarchie. Řadou reforem schválených uherským sněmem v r. 1723 upravil hospodářské, soudní i správní poměry země. Územní, politické a náboženské otázky upravil v nařízení Resolutio Carolina.

## Pragmatická sankce

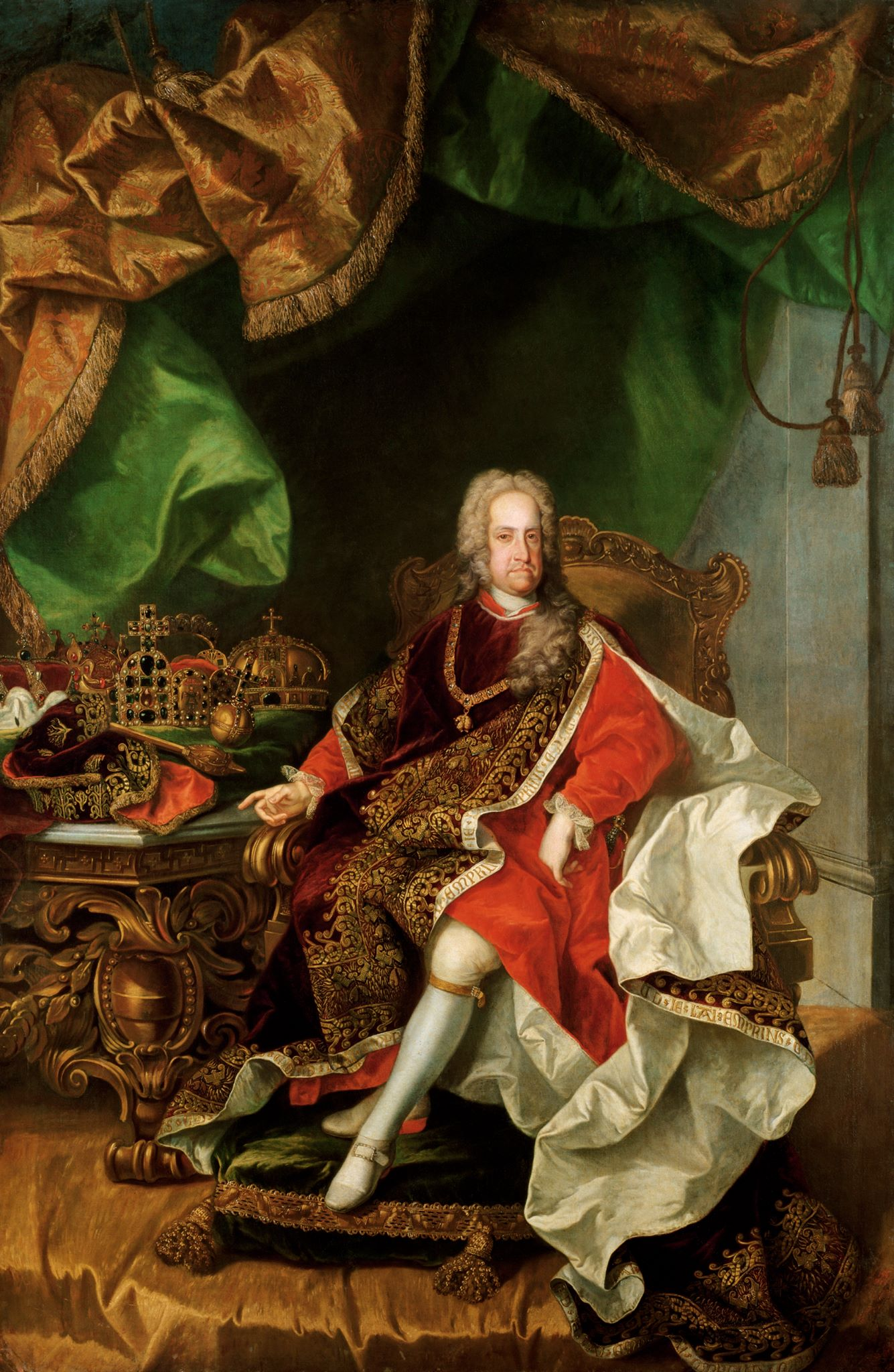
Karel VI.

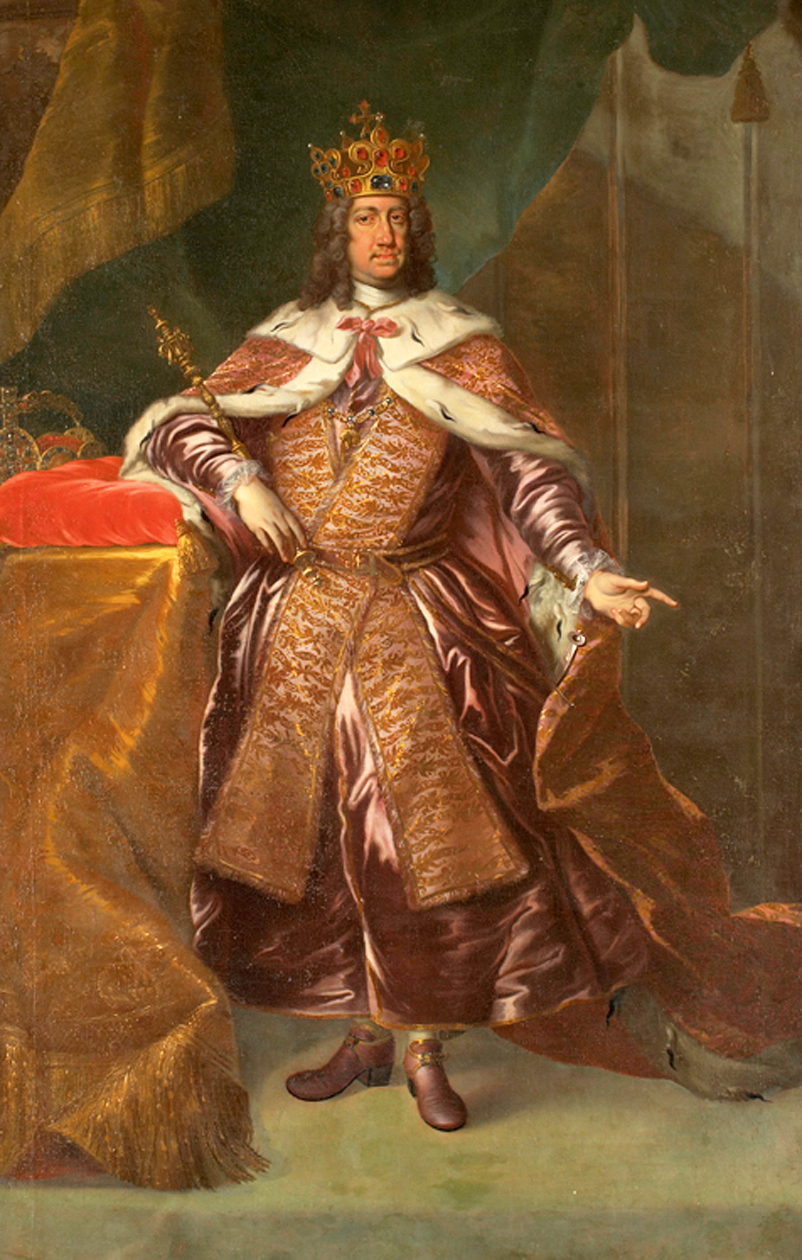
Karel VI. jako český král se svatováclavskou korunou na hlavě.

Dne 19. dubna 1713 ve Vídni Karel VI. vydal Pragmatickou sankci, celým jménem Pragmatickou sankci o posloupnosti nejjasnějšího arcidomu rakouského, v níž byla ustanovena nedělitelnost habsburských držav a v případě vymření mužské linie Habsburků nástupnictví linie ženské.
Cílem pragmatické sankce bylo zajištění nástupnictví po Karlu VI. pro jeho vlastní děti (tedy i dcery) v případě, že by nezanechal mužské potomky (v té době ovšem Karel s mužským dědicem ještě počítal). V takovém případě měly mít při nástupnictví přednost dcery Karla VI. před dcerami jeho předchůdců Josefa I. a Leopolda I.
Do roku 1723 uznaly pragmatickou sankci sněmy všech zemí habsburské monarchie (český sněm 12. října 1720, moravský sněm 17. října 1720, slezský sněm 25. října 1720; Chebsko pak přijalo pragmatickou sankci 21. října 1721).
- 1725 pragmatickou sankci uznal španělský král Filip V., poté, co se Karel vzdal nároku na španělský trůn.
- 1726 v rámci společného obranného spolku proti Anglii a Francii sankci uznalo Rusko a Prusko
- mezi roky 1731 a 1732 sankci uznaly Anglie a Nizozemí (což vedlo ke zhroucení anglicko-francouzského spojenectví)
- 1733 saský kurfiřt potvrdil pragmatickou sankci, protože ho Rakousko podporovalo v jeho úsilí o polský trůn
- v následné válce o polské nástupnictví zpochybňovaly sankci Francie, Španělsko a Piemont, ovšem Francie ji v rámci vídeňského předjarního míru 1735 rovněž potvrdila.
- 1740 po nastoupení Marie Terezie na trůn začaly Války o rakouské dědictví, protože Prusko, Bavorsko, Sasko, Francie a Španělsko přestaly uznávat pragmatickou sankci a dohodly se na rozdělení habsburských držav
- S podporou Anglie uhájila Marie Terezie své dědictví s výjimkou Slezska, Parmy a Piacenzy.
- 1748 v míru z Aachen (Cách) Pragmatickou sankci potvrdily všechny zúčastněné evropské mocnosti

## Návštěvy českých zemí
Karel VI. navštívil české země čtyřikrát.
- 1. V roce 1703, kdy přes Čechy, Lipsko, Nizozemí, Anglii (Portsmouth) cestoval na Pyrenejský poloostrov, kde se ujal svého španělského dědictví.[6]
- 2. V roce 1712, kdy se vracel ze své korunovace na římskoněmeckého krále z Frankfurtu nad Mohanem do Vídně.[6]
- 3. V roce 1723, kdy se v Praze konala jeho korunovace na českého krále. Rakousko-moravské hranice překročil 21. června, poté navštívil Znojmo, Moravské Budějovice, Brtnici (panství Antonína Rombalda Collalta), Jihlavu, Golčův Jeníkov, Čáslav, Nové Dvory (panství Františka Antonína Pachty z Rájova), Sedlec, Kladruby nad Labem, Poděbrady, Přerov nad Labem, Brandýs nad Labem, Hloubětín. Poslední červnový den vjel do Prahy. Korunovace krále se konala 5. září, korunovace královny o tři dny později. Často Karel VI. zajížděl na lov do Brandýsa nad Labem. Lovil také v křivoklátských lesích na lánském panství nejvyššího zemského maršálka Českého království Jana Josefa z Waldsteinu (5. srpna), na Zbiroze (11.–14. srpna) nebo v Hlavenci u Františka Antonína Šporka (3. listopadu), který následně nechal k této příležitosti na místě postavit pomník Karla VI. Dne 10. srpna se v Hořovicích poprvé setkal s Františkem Štěpánem Lotrinským. Svou přítomností na zámku Karlova koruna v Chlumci nad Cidlinou poctil nejvyššího kancléře Českého království Františka Ferdinanda Kinského ve dnech 17.–21. srpna a 20.–23. října. Do Rakouska se vracel přes Brandýs nad Labem, Nymburk, Poděbrady, Červené Pečky, Nové Dvory, Tupadla, Golčův Jeníkov, Habry, Německý Brod, Jihlavu, Brtnici, Moravské  Budějovice, Jevišovice, Znojmo (tam se slavily císařovniny jmeniny). Moravsko-rakouskou hranici přejel 20. listopadu.[7]
- 4. V roce 1732 cestoval císařský pár do Karlových Varů. V Čechách se Karel VI. setkal s pruským králem Bedřichem Vilémem I. Vracel se přes České Budějovice.[6]

## Zastřelení krumlovského vévody
V roce 1732 se císařský pár vypravil z lázeňského pobytu v západních Čechách přes Prahu na návštěvu knížecího dvora v Českém Krumlově. Přitom jej jako jeden z nejbližších šlechticů a nejvyšší podkoní doprovázel Adam František ze Schwarzenbergu. Během cesty se celý dvůr odebral do Brandýsa nad Labem na lov jelenů. Dne 10. června 1732 se císař spolu s krumlovským vévodou zúčastnili nadháňky, avšak kvůli závažné chybě v rozestavení střelců do kruhu kolem lovené zvěře a císařově krátkozrakosti byl Adam František Schwarzenberg smrtelně zraněn císařovou ranou do břicha.

## Hodnocení Karlovy vlády
Osobnost a povahu Karla VI. značně poznamenal jeho pobyt ve Španělsku. Zvykl si na španělský dvorský rituál, který mu velmi vyhovoval, vídeňský dvůr však svazoval do strnulosti. Zajímal se o ekonomiku a chtěl odstranit cla uvnitř říše.
S vládou Karla VI. je spojován počátek budování silniční sítě v českých zemích.
Karel VI. byl velmi zbožným katolíkem, za jeho vlády se rozpoutala v monarchii jak další vlna rekatolizace – především zaměřená proti nekatolickým vlivům v českých zemích, tak tvrdý postup vůči Židům. Byl posledním mužským příslušníkem habsburské dynastie (manželstvím jeho dcery Marie Terezie s Františkem I. Lotrinským pokračoval rod jako habsbursko-lotrinský).
Zemřel na otravu houbami, pravděpodobně muchomůrkou zelenou. Je pochován v kapucínské hrobce ve Vídni, stejně jako jeho bratr a rodiče. Nápis na jeho sarkofágu zní:[zdroj⁠?!]
Věnováno věčné památce. Nevýslovná bolest oživuje posvátný popel zbožňovaného nejjasnějšího císaře Karla VI., který velmi šťastně a plně, se stálostí a statečností Rakušana a nejen v těchto dvou, nýbrž ve všech heroických cnostech byl zcela dokonalým a zdatným císařem, který i v hrobě žije, abys věděl, poutníče, že majestát ani pohřben nikdy nezanikne.
Všeobecnému blahu propůjčen léta Krista, našeho Pána 1685, 1. října, nebeské vlasti vrácen roku 1740, 20. října, nemohl zanechat znamenitější památku nežli obraz ctnosti, moudrosti a zbožnosti, Marii Terezii, císařovnu spravedlnosti a vládkyni dobroty, okrasu, vzor a řád. Žil 55 let, 19 dní a 8 hodin.

## Potomci
Karel se oženil s princeznou Alžbětou Kristýnou, dcerou vévody Ludvíka Rudolfa Brunšvicko-Wolfenbüttelského a jeho manželky Kristýny Luisy Öttingenské. Nejprve se 23. dubna 1708 konala svatba per procurationem (v zastoupení), druhý svatební obřad se uskutečnil 1. srpna 1708 v Barceloně. Z tohoto manželství se narodily čtyři děti.
| Pořadí | Jméno         | Portrét | Datum narození  | Datum úmrtí       | Poznámky                                                                                |
| ------ | ------------- | ------- | --------------- | ----------------- | --------------------------------------------------------------------------------------- |
| 1.     | Leopold Jan   |         | 13. duben 1716  | 4. listopad 1716  | Rakouský arcivévoda.                                                                    |
| 2.     | Marie Terezie |         | 13. květen 1717 | 29. listopad 1780 | Dědička Habsburské monarchie, v roce 1736 provdaná za Františka I. Štěpána Lotrinského. |
| 3.     | Marie Anna    |         | 26. září 1718   | 16. prosinec 1744 | Rakouská arcivévodkyně, v roce 1744 provdaná za Karla Lotrinského, guvernérka Nizozemí. |
| 4.     | Marie Amálie  |         | 5. duben 1724   | 19. duben 1730    | Rakouská arcivévodkyně.                                                                 |

## Vývod z předků
|           |                                      |  |                               |                                 |  |  |  |  |  |  |  | Karel II. Štýrský |
|           |                                      |  |                               |                                 |  |  |  |  |  |  |  |                   |
|           | Ferdinand II. Štýrský                |  |                               |                                 |  |  |  |  |  |  |  |                   |
|           |                                      |  |                               |                                 |  |  |  |  |  |  |  |                   |
|           |                                      |  |                               | Maria Anna Bavorská             |  |  |  |  |  |  |  |                   |
|           |                                      |  |                               |                                 |  |  |  |  |  |  |  |                   |
|           | Ferdinand III. Habsburský            |  |                               |                                 |  |  |  |  |  |  |  |                   |
|           |                                      |  |                               |                                 |  |  |  |  |  |  |  |                   |
|           |                                      |  |                               | Vilém V. Bavorský               |  |  |  |  |  |  |  |                   |
|           |                                      |  |                               |                                 |  |  |  |  |  |  |  |                   |
|           | Marie Anna Bavorská                  |  |                               |                                 |  |  |  |  |  |  |  |                   |
|           |                                      |  |                               |                                 |  |  |  |  |  |  |  |                   |
|           |                                      |  |                               | Renata Lotrinská                |  |  |  |  |  |  |  |                   |
|           |                                      |  |                               |                                 |  |  |  |  |  |  |  |                   |
|           | Leopold I.                           |  |                               |                                 |  |  |  |  |  |  |  |                   |
|           |                                      |  |                               |                                 |  |  |  |  |  |  |  |                   |
|           |                                      |  |                               | Filip II.                       |  |  |  |  |  |  |  |                   |
|           |                                      |  |                               |                                 |  |  |  |  |  |  |  |                   |
|           | Filip III. Španělský                 |  |                               |                                 |  |  |  |  |  |  |  |                   |
|           |                                      |  |                               |                                 |  |  |  |  |  |  |  |                   |
|           |                                      |  |                               | Anna Habsburská                 |  |  |  |  |  |  |  |                   |
|           |                                      |  |                               |                                 |  |  |  |  |  |  |  |                   |
|           | Marie Anna Španělská                 |  |                               |                                 |  |  |  |  |  |  |  |                   |
|           |                                      |  |                               |                                 |  |  |  |  |  |  |  |                   |
|           |                                      |  |                               | Karel II. Štýrský               |  |  |  |  |  |  |  |                   |
|           |                                      |  |                               |                                 |  |  |  |  |  |  |  |                   |
|           | Markéta Habsburská                   |  |                               |                                 |  |  |  |  |  |  |  |                   |
|           |                                      |  |                               |                                 |  |  |  |  |  |  |  |                   |
|           |                                      |  |                               | Marie Anna Bavorská             |  |  |  |  |  |  |  |                   |
|           |                                      |  |                               |                                 |  |  |  |  |  |  |  |                   |
| Karel VI. |                                      |  |                               |                                 |  |  |  |  |  |  |  |                   |
|           |                                      |  |                               |                                 |  |  |  |  |  |  |  |                   |
|           |                                      |  | Filip Ludvík Falcko-Neuburský |                                 |  |  |  |  |  |  |  |                   |
|           |                                      |  |                               |                                 |  |  |  |  |  |  |  |                   |
|           | Wolfgang Vilém Neuburský             |  |                               |                                 |  |  |  |  |  |  |  |                   |
|           |                                      |  |                               |                                 |  |  |  |  |  |  |  |                   |
|           |                                      |  |                               | Anna Klevská                    |  |  |  |  |  |  |  |                   |
|           |                                      |  |                               |                                 |  |  |  |  |  |  |  |                   |
|           | Filip Vilém Falcký                   |  |                               |                                 |  |  |  |  |  |  |  |                   |
|           |                                      |  |                               |                                 |  |  |  |  |  |  |  |                   |
|           |                                      |  |                               | Vilém V. Bavorský               |  |  |  |  |  |  |  |                   |
|           |                                      |  |                               |                                 |  |  |  |  |  |  |  |                   |
|           | Magdalena Bavorská                   |  |                               |                                 |  |  |  |  |  |  |  |                   |
|           |                                      |  |                               |                                 |  |  |  |  |  |  |  |                   |
|           |                                      |  |                               | Renata Lotrinská                |  |  |  |  |  |  |  |                   |
|           |                                      |  |                               |                                 |  |  |  |  |  |  |  |                   |
|           | Eleonora Magdalena Falcko-Neuburská  |  |                               |                                 |  |  |  |  |  |  |  |                   |
|           |                                      |  |                               |                                 |  |  |  |  |  |  |  |                   |
|           |                                      |  |                               | Ludvík V. Hesensko-Darmstadtský |  |  |  |  |  |  |  |                   |
|           |                                      |  |                               |                                 |  |  |  |  |  |  |  |                   |
|           | Jiří II. Hesensko-Darmstadtský       |  |                               |                                 |  |  |  |  |  |  |  |                   |
|           |                                      |  |                               |                                 |  |  |  |  |  |  |  |                   |
|           |                                      |  |                               | Magdalena Braniborská           |  |  |  |  |  |  |  |                   |
|           |                                      |  |                               |                                 |  |  |  |  |  |  |  |                   |
|           | Alžběta Amálie Hesensko-Darmstadtská |  |                               |                                 |  |  |  |  |  |  |  |                   |
|           |                                      |  |                               |                                 |  |  |  |  |  |  |  |                   |
|           |                                      |  |                               | Jan Jiří I. Saský               |  |  |  |  |  |  |  |                   |
|           |                                      |  |                               |                                 |  |  |  |  |  |  |  |                   |
|           | Žofie Eleonora Saská                 |  |                               |                                 |  |  |  |  |  |  |  |                   |
|           |                                      |  |                               |                                 |  |  |  |  |  |  |  |                   |
|           |                                      |  |                               | Magdalena Sibylla Pruská        |  |  |  |  |  |  |  |                   |
|           |                                      |  |                               |                                 |  |  |  |  |  |  |  |                   |